# ناوچه سبک کوان چیا
ناوچه سبک کوان چیا (به انگلیسی: Chinese corvette Kwan Chia) یک کشتی است که طول آن ۶۷٫۶۶۵ متر (۲۲۲ فوت ۰ اینچ) می‌باشد.